# 鄧楠
鄧 楠（とう なん、1945年 - ）は、鄧小平と3番目の妻卓琳の間に生まれた2人目の娘である。
彼女は中華人民共和国の科学技術協会党書記を任務していた（1998年 - 2004年11月）。
いくらかの人々は彼女を太子党の所属と見なしている。
| スタブアイコン | サブスタブ | この項目は、まだ閲覧者の調べものの参照としては役立たない、人物に関連した書きかけの項目です。この項目を加筆・訂正などしてくださる協力者を求めています（P:人物伝/PJ:人物伝）。 |